# Жана Михайлова
Жана Михайлова е българска състезателка по спортна акробатика.
Завършва с отличие ССОУ „Г. Бенковски“, Плевен.
Печели турнира за световната купа по спортна акробатика в Сидер Рапидс, Съединени американски щати, заедно с Антоанета Киселичка и Нина Дудева, носителка е на медали от световни и европейски първенства по спортна акробатика във вида женска тройка, заедно със Ирена Дунева и Нина Дудева (състезавали се за „Спартак“, Плевен).
Почетен гражданин на Плевен от 1983 г.